# Adriel Brathwaite
Adriel Dermont Brathwaite (nacido en 1962) es un político y abogado barbadense, que actualmente ejerce los cargos de fiscal general, ministro de Asuntos Internos, y diputado por la parroquia de Saint Phillip.

## Carrera
Brathwaite es militante del Partido Democrático Laborista. Trabajó durante 10 años en las Islas Vírgenes Británicas antes de regresar a Barbados. Tras las elecciones generales de 2008, fue elegido diputado por la parroquia de Saint Phillip. Fue nombrado fiscal general y ministro de Asuntos Internos en julio de 2010, sucediendo a Freundel Stuart quién pasa a ocupar provisionalmente el cargo de primer ministro.

## Vida privada
Brathwaite fue criado en Marchfield, Parroquia de Saint Philip. Recibió su educación primaria en la Escuela Primaria de St Martin (actual Primaria Reynold Weekes) y su educación secundaria en el Harrison College. Posteriormente viajó a Jamaica para estudiar en la Universidad de las Indias Occidentales, en donde obtiene su Bachelor of Law, y luego obtiene su Certificado de Educación Legal en la Facultad de Derecho de la Escuela Hugh Wooding.